# Kamień nosowy
Kamień nosowy (rynolit) (łac. rhinolithus) – twór powstający wskutek odkładania się substancji mineralnych, będących wydzieliną gruczołów błony śluzowej jamy nosowej i gruczołu łzowego wokół ciała obcego zalegającego w nosie. Problem ciał obcych jamy nosowej dotyczy najczęściej dzieci i osób z zaburzeniami psychicznymi. Ciałami obcymi spotykanymi w jamie nosowej są pestki, ziarenka, małe fragmenty plastikowych zabawek. Oprócz ciał obcych podłożem dla rozwoju kamienia nosowego są grudki śluzu lub skrzep krwi. Tworzenie rynolitów opisywano także u górników. Proces tworzenia kamienia nosowego jest wieloletni. Mogą one zalegać w nosie nawet kilkanaście lat stopniowo się powiększając. Występują one w przedsionku nosa, a także w jamie nosowej właściwej. Rynolit powoduje postępującą niedrożność nosa, cuchnienie z nosa, wyciek ropnej wydzieliny, krwawienie z nosa, bóle głowy i hiposmię. Długotrwałe zaleganie kamienia nosowego może powodować przewlekły nieżyt nosa oraz odleżynę. Niekiedy odleżyna może być przyczyną perforacji przegrody nosowej, martwicy bocznej ściany jamy nosowej, przewlekłego zapalenia zatok przynosowych. Kształt kamieni nosowych jest nieregularny. Mogą być one chropowate i posiadać drobne wypustki. Długotrwałe zaleganie kamienia nosowego może powodować zmiany wypryskowe skóry przedsionka nosa i okolicy nozdrzy przednich oraz przewlekły nieżyt gardła związany ze spływaniem zapalnej wydzieliny przez nozdrza tylne do gardła. Rozpoznanie kamienia nosowego opiera się na badaniu rynoskopowym. Diagnostyka różnicowa polega na wykluczeniu nowotworów jamy nosowej, martwaków kostnych i zmian błoniczych. Leczenie polega na usunięciu rynolitu przez jamę nosową.